# 奇异边界法

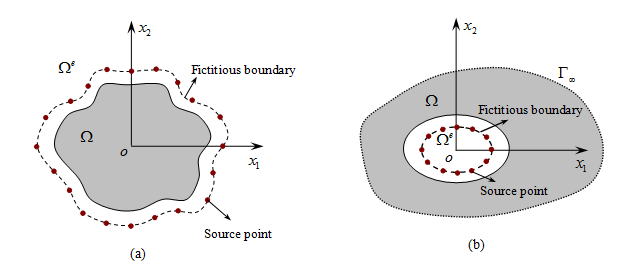
Fig. 1. Problem sketch and nodes distribution using the MFS: (a) interior problems, (b) exterior problems (please click to see big pictures)

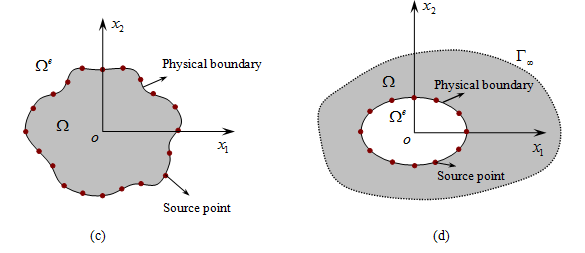
Fig. 2. Problem sketch and nodes distribution using the SBM: (c) interior problems, (d) exterior problems (please click to see big pictures)

奇异边界法（Singular boundary method）是一种与边界元法相对应的边界型数值计算方法，同基本解法、边界节点法、去奇异无网格法、边界粒子法和改进的基本解法等同属于边界型无网格数值离散方法。该类方法的共同特点是通过节点信息建立插值基函数，不需要对区域或者其边界作网格划分，克服了传统基于网格的方法（如有限元法、有限差分法和边界元法）对网格的依赖性，特别适合于求解大变形问题、移动边界问题、反问题、薄体结构问题、和复杂-高维几何区域等问题。

## 发展历史：
奇异边界法最初于2009年提出。该方法使用基本解作为插值基函数，并直接将插值源点布置在问题的真实边界上，克服了传统基本解方法中最复杂最头疼的虚拟边界问题。为避免配置点与插值源点重合时带来的基本解源点奇异性，该方法首次提出了源点强度因子的概念，从而将边界型强格式方法的核心归结为求解源点强度因子。目前，该方法已成功应用于求解位势问题、无限域问题、弹性力学问题等。
目前发展了两种方法来计算源点强度因子。第一种方法采用一种反插值的数值处理技术间接求解源点强度因子。该方法首先需要在物理域内布置一组与边界源点不重合的内部点(称之为样本点)，然后通过求解一个代数方程组来间接计算源点强度因子；第二种方法基于边界元法中处理奇异积分的技术与方法，直接导出了源点强度因子的解析表达式。数值算例表明，第二种方法更为稳定，精度更高。

## 边界层效应
当配置点接近但又不在边界单元时，配置点与源点的距离不等于零但又十分趋近于零。从数学的意义上，基本解此时是非奇异的。但是从计算的角度讲，当配置点接近边界时，基本解表现出剧烈的震荡特性，产生所谓的“几乎奇异性”，反应了边界型方法中的边界层效应（Boundary layer effect）问题。
针对奇异边界法中的边界层效应问题，文采用一类非线性变量替换法，有效地改善了近边界点基本解的震荡特性，消除了基本解的几乎奇异性。在不增加计算量的情况下，极大地改进了几乎奇异核函数的计算精度，成功求解了近边界点上的力学参量，克服了边界层效应问题。数值试验结果表明，即使配置点和边界的距离达到1.0E-10的数量级，依然能取得理想的数值结果。

## 大规模问题
同基本解法和边界元法类似，奇异边界法形成的系数矩阵通常是非对称的稠密矩阵。如果边界总的自由度是N的量级，计算和存储这样的系数矩阵则需要O(N2) 的量级，使得常规求解技术效率较低。快速多极算法能将计算量和存储量都降至O(NlogN)甚至O(N)。从而使奇异边界法快速、准确的求解大规模复杂工程问题成为可能。